# Jezioro Bęskie
Jezioro Bęskie – jezioro w woj. warmińsko-mazurskim, w pow. olsztyńskim, w gminie Kolno, leżące na terenie Pojezierza Mrągowskiego, w dorzeczu rzeki Guber.
Powierzchnia zwierciadła wody według różnych źródeł wynosi od 52,5 ha do 56,2 ha. do ha.
Zwierciadło wody położone jest na wysokości 154,0 m n.p.m. Średnia głębokość jeziora wynosi 3,5 m, natomiast głębokość maksymalna 8,5 m.
W oparciu o badania przeprowadzone w 1997 roku wody jeziora zaliczono do III klasy czystości.
Ze względu na klasyfikację rybacką jezioro należy do jezior linowo-szczupakowych. W jeziorze obok linów i szczupaków występują też leszcze, okonie i płotki. Nad jeziorem znajduje się ośrodek wypoczynkowy, dawny ośrodek szkoleniowy RRZD Bęsia.
W styczniu 1945 w jeziorze zatopiony został niemiecki transport wojskowy, podobnie jak w jeziorach: Dejguny, Dejnowa i Tałty. Zatapianie pojazdów w jeziorach wiązało się z brakiem paliwa. Samochody z Jeziora Bęskiego wydobyte zostały w 1946 i później były eksploatowane. Samochody wyciągano poprzez kładzenie dwóch belek w poprzek, na dwóch stojących obok siebie łodziach. Na belkach ustawiano lewary samochodowe, którymi podciągano liny przywiązane do samochodu. Samochód po wyciągnięciu z mułu, podwieszony pod łodziami, holowany był do brzegu.